# Jerzy Melcer
Jerzy Melcer (* 10. März 1949 in Białystok) ist ein ehemaliger polnischer Handballspieler.

## Karriere

### Verein
Jerzy Melcer lernte das Handballspielen bei AZS Białystok. Später spielte der 1,96 m große Linksaußen für Spójnia Gdańsk und ab 1974 für den polnischen Zweitligisten Korona Kielce, mit dem ihm 1975 der Aufstieg in die erste polnische Liga gelang. Nach einem Jahr stieg Kielce wieder ab. Zum Abschluss seiner Laufbahn wechselte er nach Österreich zu ASKÖ Linz SBL.

### Nationalmannschaft
Mit der polnischen Nationalmannschaft belegte Melcer bei der Weltmeisterschaft 1970 den 14. Platz und bei der Weltmeisterschaft 1974 den vierten Platz. Bei den Olympischen Spielen 1972 war der Außenspieler mit 19 Toren in fünf Spielen bester Werfer der Polen, die den zehnten Rang belegten. Beim World Cup 1974 wurde die Auswahl Zweite. Bei den Olympischen Spielen 1976 gewann die polnische Mannschaft die Bronzemedaille. In Montreal warf er zehn Treffer in fünf Partien. Insgesamt bestritt er 121 Länderspiele.

### Auszeichnungen
Melcer erhielt die Medaille „Für herausragende sportliche Leistungen“ („Za wybitne osiągnięcia sportowe“, 1976), die Auszeichnung „Verdienter Meister des Sports“ (1978) und das silberne Verdienstkreuz der Republik Polen.
Bei der im Jahr 2001 von der polnischen Zeitschrift „Tempo“ durchgeführten Wahl der besten polnischen Spieler aller Zeiten wurde Melcer zum besten Linksaußen gewählt.